# Karl Siegl

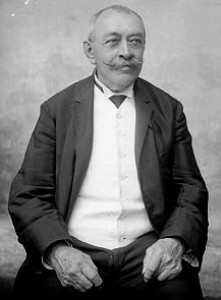
Karl Siegl

Karl Siegl (Carl Anton Siegl; * 6. November 1851 in Sankt Joachimsthal; † 18. August 1943 in Eger) war ein Historiker, Stadtarchivar und Museumsleiter.

## Leben
Karl Siegl wurde am 6. November 1851 als Sohn des Maurermeisters Franz Siegl und dessen Ehefrau Elisabeth geb. Kraus im Haus Sankt Joachimsthal Nr. 144 geboren. Sein Großvater Josef Siegl stammte aus Schönwald. Am 7. November 1851 wurde er auf den Namen Carl Anton Siegl getauft.
Als Absolvent des Gymnasiums in Eger in Westböhmen studierte Karl Siegl Rechtswissenschaften an der juristischen Fakultät und war Hörer der Geschichtswissenschaften an der philosophischen Fakultät der deutschen Karl Ferdinand Universität in Prag. Er promovierte zum Doktor beider Rechte und übte eine anschließende Berufstätigkeit als Untersuchungsrichter beim Kreisgericht in Eger aus.
Sein Interesse an Geschichte, vor allem historischer Quellenforschung und Archivkunde, setzte Karl Siegl in die Lage, im Jahre 1895 ein Angebot des Inneren Rats der Stadt Eger als Stadtarchivar und Museumsleiter anzunehmen. Eger mit seinen bis in das Jahr 1280 zurückreichenden Archivbeständen bedurfte einer neuen Leitung.
Karl Siegl wurde Archivdirektor und Direktor des Museums der Stadt bis zum Jahr 1943.
Als Archivdirektor brachte er das vom Historiker und Stadtarchivar Franz Kürschner (1840–1882) in den Jahren 1865 bis 1867 begonnene Ordnungssystem des Archivs zum Abschluss, legte Regesten an und erschloss so die Bestände historischen Forschungen.
Im Museum der Stadt Eger, seit 1873 untergebracht im geschichtsträchtigen, ehemaligen Pachelbelhaus, benannt nach dem im Jahre 1629 während der Gegenreformation wegen seines christlich-evangelischen Glaubens vertriebenen Bürgermeister Wolf Adam Pachelbel von Gehag, dem späteren Stadthaus, ließ er die Bestände sichten, ordnen und katalogisieren.
Karl Siegl beriet die Initiatoren der Wallenstein-Festspiele in Eger (zur Erinnerung an Generalfeldmarschall Albrecht von Wallenstein), einem kulturellen Ereignis der Stadt und des umgebenden Egerlandes. Zu bedeutenden oder zugänglich gewordenen Sachverhalten und Familiengeschichten zu Bürgern der Stadt Eger und Familiennamen des Egerlandes veröffentlichte Karl Siegl aus den Beständen des Stadtarchivs Bücher und zahlreiche Artikel, welche vor allem in den Zeitschriften „Mitteilungen des Vereins der Geschichte der Deutschen in Böhmen“, „Unser Egerland“ und den „Egerer Jahrbüchern“ erschienen sind. Die Bestände des Stadtarchivs und des Museums der Stadt Eger blieben nach seinem Tode erhalten und wurden von Heribert Sturm betreut.
Siegl hatte den gleichnamigen Sohn Karl Siegl, ebenfalls Doktor der Rechtswissenschaften und 1924 Direktor der Studienbibliothek, späteren Universitätsbibliothek in Klagenfurt in Österreich.

## Ehrungen
Karl Siegl ist Ehrenbürger seiner Geburtsstadt Sankt Joachimsthal und erhielt im Jahr 1941 die Goethe-Medaille für Kunst und Wissenschaft. Im Stadtarchiv Eger wurde zu seinem Geburtstag 1940 eine Gedenktafel und Büste von ihm mit einer feierlichen Rede des Oberbürgermeisters Siegbert Schneider eingeweiht.

## Veröffentlichungen (Auswahl)
- Egerer Testamente in alter Zeit, 1899.
- Die Kataloge des Egerer Stadtarchivs, Eger 1900.
- Grabinschriften in der Kirche zu Seeberg, in: „Unser Egerland“ Jahrgang 5, Seite 10–20, 1901.
- Materialien zur Geschichte der Egerer Lateinschule vom Jahre 1592 bis 1629. Nach den Urkunden des Egerer Stadtarchivs, Eger 1902.
- Die Ausgrabungen auf der Kaiserburg in Eger (Gräberfunde einer westslawischen, vorchristlichen Bevölkerung), in: „Mitteilungen des Vereins der Geschichte der Deutschen in Böhmen“, 258, 1912.
- Musterungsbuch der Egerländer Bauernschaft vom Jahr 1395, in: „Unser Egerland“, Jahrgang 22, Eger 1918.
- Eger und das Egerland im Wandel der Zeiten, Eger 1931.
- Führer durch das städtische Museum, die Kaiserburg und sonstige Sehenswürdigkeiten von Eger, Eger 1908.
- Die Egerer Zunftordnung. Ein Beitrag zur Geschichte des Zunftwesens, Prag 1905.
- Alt-Egerer Gesetze und Verordnungen, Augsburg und Kassel 1927.
- Das Salbuch der Egerer Klarissinnen vom Jahr 1476; Sonderdruck der Zeitschrift „Mitteilungen des Vereins der Geschichte der Deutschen in Böhmen“; Prag 1905.
- Das Egerer Achtbuch aus der Zeit von 1310 bis 1390; in: „Mitteilungen des Vereins der Geschichte der Deutschen in Böhmen“, 39. Jahrgang, Prag 1901;
- Die Gründung der Kirche zu Liebenstein im Egerland, in: „Mitteilungen des Vereins für Geschichte der Deutschen in Böhmen“, 40. Jahrgang, Prag 1902.
- Die Fehde Egers mit Ritter Jörg von Liebenstein. (Burg Liebenstein im Jahre 1509 ein Raubritterzentrum an einer Handelstrasse nach Eger).
- Das Achtbuch II des Egerer Schöffengerichts vom Jahre 1391 bis 1668, in: „Mitteilungen des Vereins der Geschichte der Deutschen in Böhmen“, 41. Jahrgang 1903.
- Die Egerer Zunftordnung. Ein Beitrag zur Geschichte des Zunftwesens; Prag 1909.
- Aus den Ratsakten des Egerer Stadtarchivs; Eger 1922, Sonderdruck aus „Unser Egerland“, „Zeitschrift für Heimaterkundung und Heimatpflege“, herausgegeben von dem Schriftsteller und Volkskundeforscher Alois John, Stadtarchivar von Franzensbad.
- Das Egerland zur Zeit der Verpfändung; Eger 1922.
- Eine Judenverbrennung zu Eger im Jahre 1485; in: „Unser Egerland“, 1923.
- Eine angeblich tschechische Ausfertigung des Egerer Rats vom Jahre 1592 im Stadtarchiv von Rakonitz, in: „Unser Egerland“, 7. und 8. Heft, 1923.
- Ablassbriefe in Egerer Stadtarchiv; 1927.
- Das Egerer Antependium in „Unser Egerland“, 33, Seite 80–81, 1929.
- Die ältesten Pfarrinventare der Niklaskirche in Eger (beginnend etwa mit dem Jahr 1290 n. Chr.), in: „Jahrbuch des Vereins der Geschichte der Deutschen in Böhmen“; 2/1929.
- Die ältesten Familiennamen in Eger, in der Zeitschrift „Sudetendeutsche Familienforschung“, 3. Jahrgang 1931–1939.
- Die Geschichte der Egerer Familie Brusch mit besonderer Berücksichtigung des Humanisten Kaspar Brusch und seines Vetters Balthasar Brusch, in: „Mitteilungen des Vereins der Geschichte der Deutschen in Böhmen“, Jahrgang 1931.
- Das Egerer Landsteuerbuch vom Jahr 1392 mit den ältesten Personennamen in den Dörfern des Egerlandes, in der Zeitschrift „Sudetendeutsche Familienforschung“, 2. Jahrgang 1928–1930.
- Der Mörder Wallensteins kämpft um seinen Blutlohn – Nach Briefen und Akten des Wiener Hofkammergerichts.
- Die Wallenstein-Festspiele in Eger. Festschrift anläßlich ihrer Wiederaufführung am 29. und 30. Juli 1911.
- Das St. Klarastift seit seiner Gründung im 13. Jahrhundert bis zur Gegenwart, in: „Egerer Zeitung“, 16. Mai 1923, Nr. 110.
- Die Hinrichtung eines reumütigen Verbrechers. Aus der Chronik des Egerer Scharfrichters Karl Huss, in: „Unser Egerland“, 1924.
- Die Joachimsthaler Chronik von 1516–1517, in der Einleitung eine Lebensgeschichte des Johannes Mathesius, in: „Unser Egerland“, 3, 1923/1924.
- Beiträge zur Geschichte von Pfraumberg aus dem Egerer Stadtarchiv, in: „Unser Egerland“ 29, Seite 81, 1925.
- Die Egerer Goldbulle, in: „Unser Egerland“, 34, Seite 69–72, 1930.
- Balthasar Neumann, Barockbaumeister. in: „Unser Egerland“, Seite 74–89, 1932.
- Der Egerer Volkstag von 1897, Sonderdruck aus den „Mitteilungen des Vereins vogtländische Geschichte und Altertumskunde zu Plauen e.V.“, 42. Jahresschrift auf die Jahre 1939 und 1940.